# Христианство в Гватемале

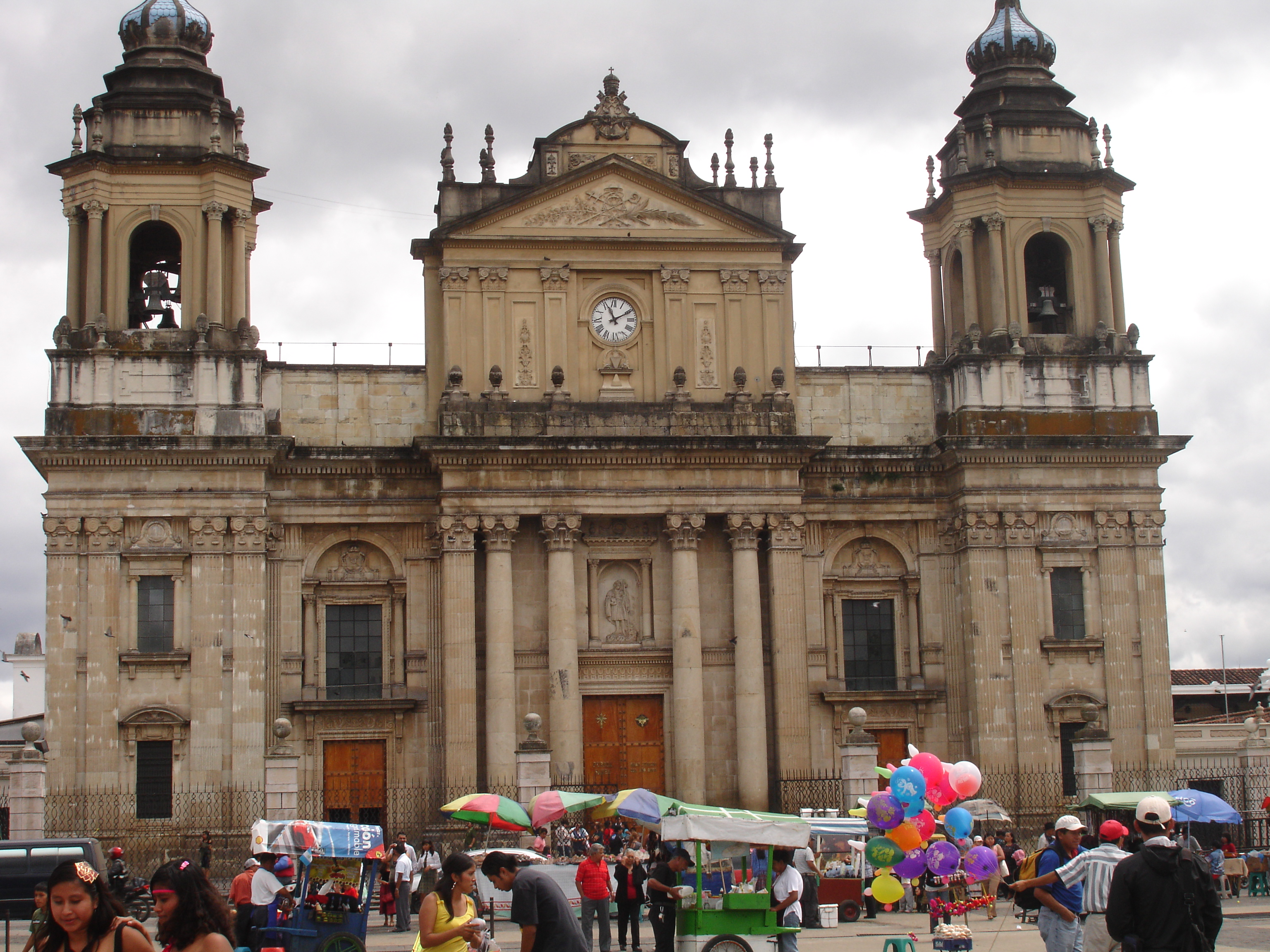
Католический Кафедральный собор в городе Гватемала

Христианство в Гватемале — самая распространённая религия в стране.
По данным исследовательского центра Pew Research Center в 2010 году в Гватемале проживало 13,7 млн христиан, которые составляли 95,2 % населения этой страны. Энциклопедия «Религии мира» Дж. Г. Мелтона оценивает долю христиан в 2010 году в 97,3 % (13,99 млн).
Крупнейшими направлениями христианства в стране являются католицизм и протестантизм. В 2000 году в Гватемале действовало свыше 23 тыс. христианских церквей и мест богослужения, принадлежащих 71 различной христианской деноминации.
Помимо гватемальцев, христианство исповедуют большинство живущих в стране американцев. В христианство также обращены местные народы — киче, кекчи, маме, какчикели, канхобали, цутухили, покомчи, ишили, чорти, покоманы, агуакатеки, хакальтеки, майя и большинство гарифунов.
Часть евангельских церквей Гватемалы сотрудничают вместе в рамках Гватемальского евангелического альянса. Пять фундаменталистских церквей страны объединены в Тринитарианское библейское общество.